# Masia Can Trilla
Masia Can Trilla è un'antica masia che si trova al numero 177 di Carrer Gran de Gràcia nel distretto Gràcia di Barcellona. La casa è un bene culturale di interesse locale.

## Descrizione
Questo edificio, che è ancora conservato e racchiuso tra nuovi stabili, è di forma rettangolare, con due corpi abbastanza simmetrici, con un piano terra, due piani sopraelevati e una soffitta. C'è anche un seminterrato a volta.
La fattoria ha un'architettura semplice. Il piano nobile era destinato alla residenza dei signori, mentre il piano terra era abitato dai proprietari terrieri che possedevano le terre. La facciata principale rivolta verso il mare, che ora si affaccia su un passaggio, presenta grandi balconi con archi a sesto acuto sostenuti da piastre in ferro battuto e con piastrelle sul fondo, e una meridiana con incisioni. Attigua all'edificio, a sinistra della facciata, si trova una cappella in stile barocco, con un portale in pietra, in cui spiccano i dipinti a cupola ben conservati che riproducono motivi architettonici.
La casa aveva una grande distesa di terra arabile, tra terra asciutta e terra irrigata, e aveva una cantina e un torchio per la produzione di vino e olio.

## Storia
Anche se potrebbe sembrare più antica, il primo riferimento è del 1728, quando Francesc Dupré lo acquistò dall'Emerenciana de Valencià i Sagrera, vedova di Tomàs de Valencià Franquesa i Regàs. Per alcuni anni la casa fu trasferita a diversi proprietari e nel 1763 fu acquistata dal notaio Vicenç Simó, motivo per cui è anche conosciuta come Torre del Simó. I suoi eredi la vendettero ad Antoni Trilla i Escarabatxeras (il vero nome di Antoni Trilla i Blanch). Nel 1825, la sua vedova ed erede, Àgueda Badia Puigrodon, chiese al conte di Villemur, governatore militare e politico della Plaza de Barcelona, di autorizzare l'urbanizzazione di una parte della tenuta, che venne fatta secondo il progetto dell'architetto Pere Serra i Bosch. Divenne così il primo dei casali nel nord di Gràcia che aveva trasformato parte del terreno in un'area edificabile.
Le strade emerse nel processo di parcellizzazione hanno nomi significativi per la famiglia: Santa Àgueda, Sant Antoni (oggi Asturie), conte di Villemur - o Vilamur - (in seguito Santa Rosa), Serra (dell'architetto che fece il progetto; poi Santa Magdalena), Badia, Trilla e Plaza de la Reina Amàlia (la regina dell'epoca, oggi Plaza de Trilla ).
Nel 1813, durante la guerra d'indipendenza spagnola, quando fu distrutto il convento francescano di Santa Maria de Jesus, la famiglia Trilla aveva ospitato questa comunità religiosa nella sua cappella e nella stessa casa colonica, fino al 1920, anno in cui fu pronto il nuovo convento nella posizione attuale, a sud del distretto di Gràcia.
È noto che nel 1817, in occasione della festa per la Vergine di agosto, il tradizionale raduno che aveva avuto luogo nell'antico convento di Gesù fu celebrato a Can Trilla, cosa che è considerata un precedente significativo per il inizio della Festa Major de Gràcia.
Nel 1893 l'Escuela Municipal de Artes y Oficios de Gràcia fu trasferita nell'edificio Can Trilla, che in seguito divenne sede del Collegio Iberico. Can Trilla è attualmente sede della comunità di suore pazienti di Gesù.